# راجب
راجب هي إحدى القرى الأردنية في محافظة عجلون تقع في شمال المملكة الأردنية الهاشمية.

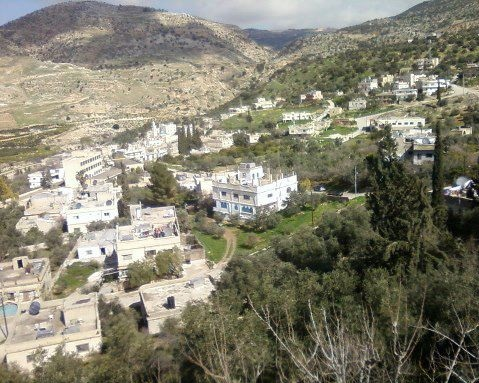
منظر عام لراجب

## معالمها
تتميز راجب بواديها غزير المياه وادي راجب وأيضا بخضرتها وجمال جبالها حيث تشكل مناظرا جذابه وساحره بالاخص مع وقت الغروب حيث تعانق الشمس جبالها العالية المطلة على قمم القدس الشريف وهي من مناطق الأراضي الخصبة ويبلغ عدد سكانها 2100 نسمة. وتتصف بمناخها المعتدل واجوائها الجميلة.

## الآثار

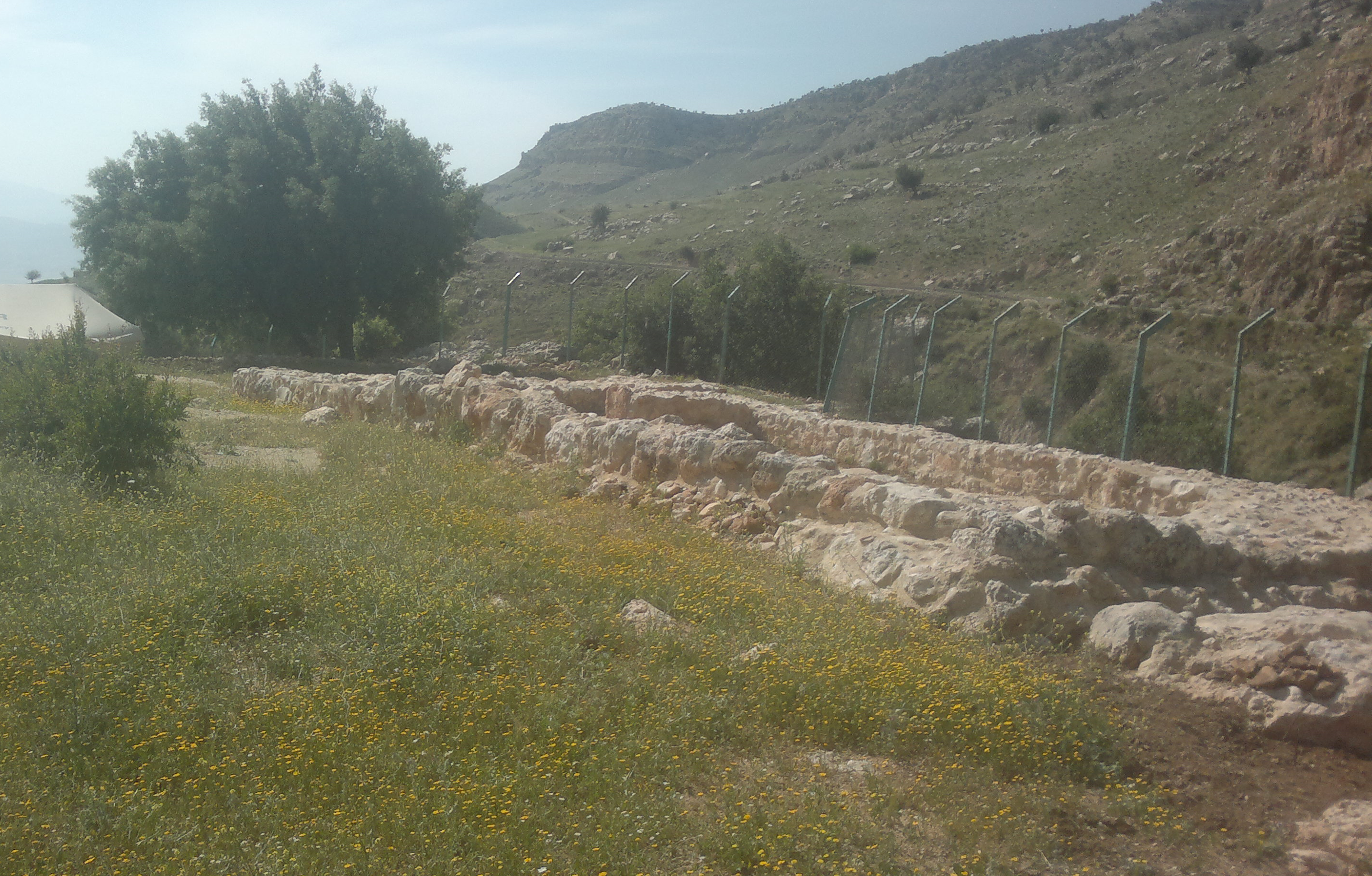
كنائس راجب

أثناء تدريبات القوات الخاصة عام 1997م في المنطقة، اكتشف الملك عبد الله الثاني بن الحسين عندما كان قائداً للقوات الخاصة في الجبال والمرتفعات المحيطة بوادي راجب بعض المكعبات الفسيفسائية المنتشرة فوق المرتفعات المطلة على الوادي، وأصدر توجيهاته إلى وزير السياحة آنذاك عقل بلتاجي بإجراء المسوحات والتنقيبات الأثرية في المنطقة، باشر على أثرها فريق من دائرة الآثار بإجراء حفريات أثرية أسفرت عن اكتشاف كنيستين إحداهما على الجانب الشمالي الشرقي والأخرى على الجانب الجنوبي الغربي للوادي. وفي عام 2007م باشرت دائرة الآثار العامة بصيانة وترميم عناصر الكنيسة المعمارية والزخرفية بعد أن أجريت معاملات استملاك قطعة الأرض ألمحتويه على الكنيسة. وتضم إحدى هذه الكنائس كتابة سريانية نادرة من نوعها في عجلون.
ويوجد في راجب بعض الأماكن السياحية مثل التل البيزنطي الذي يحوي الكثير من من الآثار، كما ويوجد فيها كنيسة رومانية قديمة جداً تعود للقرن الثالث الميلادي تزينها العديد من الأرضيات الفسيفسائية.

## تقسيمات
تم تقسيم المنطقة إلى أماكن مسمية حسب رمز معين اطلقه عليها القدماءمثل
ام جوزه، الحرة، المطل، عراق هدلان، دحوس، الجعارات، الدبه، الخرابة، التل الاثري، الواد، بركة العريس.
1. ↑  Hazaymeh، Haitham (20 يوليو 2023). "مدينة راجب: جوهرة الطبيعة في قلب الأردن - حكاية عجلون , حكاية تمتد لآلآف السنين". مؤرشف من الأصل في 2023-08-07. اطلع عليه بتاريخ 2023-12-10.